# Мукачівська вулиця (Київ)
Мука́чівська ву́лиця — вулиця в Оболонському районі міста Києва, місцевість Пріорка. Пролягає від Вишгородської вулиці до кінця забудови поблизу Автозаводської вулиці. 
Прилучаються Сокальська вулиця, Червиновський провулок та Агрегатна вулиця.

## Історія
Вулиця виникла у XIX столітті, мала назву (1-й) Старозабарський провулок (на карті міста 1935 року позначена як Забарська вулиця). 1955 року була об'єднана з Луговою вулицею під сучасною назвою, пролягала від Вишгородської до кінця забудови поблизу теперішного перехрестя вулиць Лугової та Сім'ї Кульженків.  Теперішня забудова — з 2-ї половини 1950-х років. Після перепланування місцевості та прокладення траси вулиці Ярослава Івашкевича наприкінці 1970-х років трасу Мукачівської вулиці було сучасного стану